# Cheilostomatida
Cheilostomatida Busk, 1852 è un ordine di Briozoi.

## Tassonomia
L'ordine è suddiviso nei seguenti sottordini
- Aeteina
- Belluloporina
- Flustrina
- Inovicellina
- Malacostegina
- Membraniporina
- Scrupariina
- Tendrina
- Thalamoporellina